# Waukemicke
Waukemicke ist ein Ortsteil der Kreisstadt Olpe im Sauerland und hat 47 Einwohner.

## Geographie
Der Ort befindet sich nördlich von Olpe in unmittelbarer Nähe zur B 55. 

## Geschichte
Der Zusatz -micke weist auf einen Bach hin. Die ältesten Gehöfte in Fachwerkbauart stammen aus den Jahren 1752 und 1782.